# 하얀 비요일
"하얀 비요일"은 1991년 8월 3일에 개봉한 대한민국의 영화이다.

## 줄거리
고아로 자란 꼬마 절도범 김현필은 소매치기를 하다 경찰서에 잡혀간다. 현필이 경찰서에서도 역시 사고를 치자 현필의 처지를 안타깝게 여긴 고과장은 그를 자신의 집으로 데려간다. 고과장의 집에서 자라게 된 현필은 고과장의 아들 고묵의 멸시와 배척을 받지만 고과장 부부의 보살핌과 딸 연지의 따스한 사랑으로 훌륭한 청년으로 성장한다. 성인이 되어서도 현필과 묵의 갈등은 계속되고 결국 현필은 고과장의 집을 뛰쳐나오게 된다. 현필과 연모의 정을 키워오던 연지는 깊은 상심에 빠지고 갈 곳이 없는 현필은 어릴적 어울렸던 왕팔 일당과 함께 지내게 된다. 헤어져있게 된 현필과 연지에게 사랑의 아픔이 이어지고, 마침내 현필과 연지는 두사람의 사랑을 확인한다. 그러나 현필과 연지에게는 안타까운 현실이 기다리는데...

## 캐스팅
- 변우민 : 김현필 역
- 옥소리 : 고연지 역
- 이경영 : 고묵 역
- 남궁원 : 고 과장 역
- 태현실 : 부인 역
- 조상구 : 왕팔이 역
- 김민종 : 종민 역
- 이정은 : 은주 역
- 조주미 : 간호원 역
- 나갑성 : 이 형사 역
- 강재일 : 김억 역
- 박용팔 : 관리인 역
- 강현종 : 어린 현필 역
- 이궁희 : 어린 묵 역

- Disc 1

|01
하얀 비요일
신해철
|02
그대를 위해
장혜진
|03
나의 꿈속에서
서영진
|04
슬픈 추억
고한우
|05
또 다른 만남을 위해
김민종
- Disc 2

|01
사랑할 수 밖에 없는 그대
서영진
|02
그대의 품에 다시 안기어
신해철
|03
안타까운 이별
이정석
|04
사랑하는 그대여
서영진
|05
Love Theme(Instrumental)
서영진